# Kościół Najświętszej Maryi Panny Częstochowskiej w Prędocinie
Kościół Najświętszej Maryi Panny Częstochowskiej – rzymskokatolicki kościół filialny w miejscowości Prędocin w województwie opolskim. Świątynia należy do parafii Najświętszej Maryi Panny Różańcowej w Kruszynie w dekanacie Brzeg południe, archidiecezji wrocławskiej.
25 stycznia 1965 roku do rejestru zabytków województwa opolskiego wpisano:
- kościół ewangelicki, ob. rzym.-kat. fil. pw. MB Częstochowskiej, szach., 1655-56, XIX, XX,

nr rej.: 946/65 z 25.01.1965 (nie istnieje)

## Historia kościoła
Kościół został wybudowany w latach 1655–1656. Do zakończenia II wojny światowej był świątynią ewangelicką. Przebudowywany w XIX i XX wieku. Budowla o typie szachulcowym.